# シャオジャオ (クレーター)
シャオジャオ（英: Xiao Zhao）は、太陽系の第一惑星である、水星のクレーターである。
直径ただ約23km、しかし新鮮な衝撃噴出物が人目を引く大きな光条に形成された、比較的若い構造と考えられる。
名前は中国の画家蕭照に由来する。